# El Querforadat
El Querforadat és una entitat de població del municipi de Cava, a la comarca de l'Alt Urgell. En el cens de 2005 tenia 15 habitants. Històricament pertanyia al Baridà (comarca natural), tot i que la resta de municipi pertany a l'Urgellet.

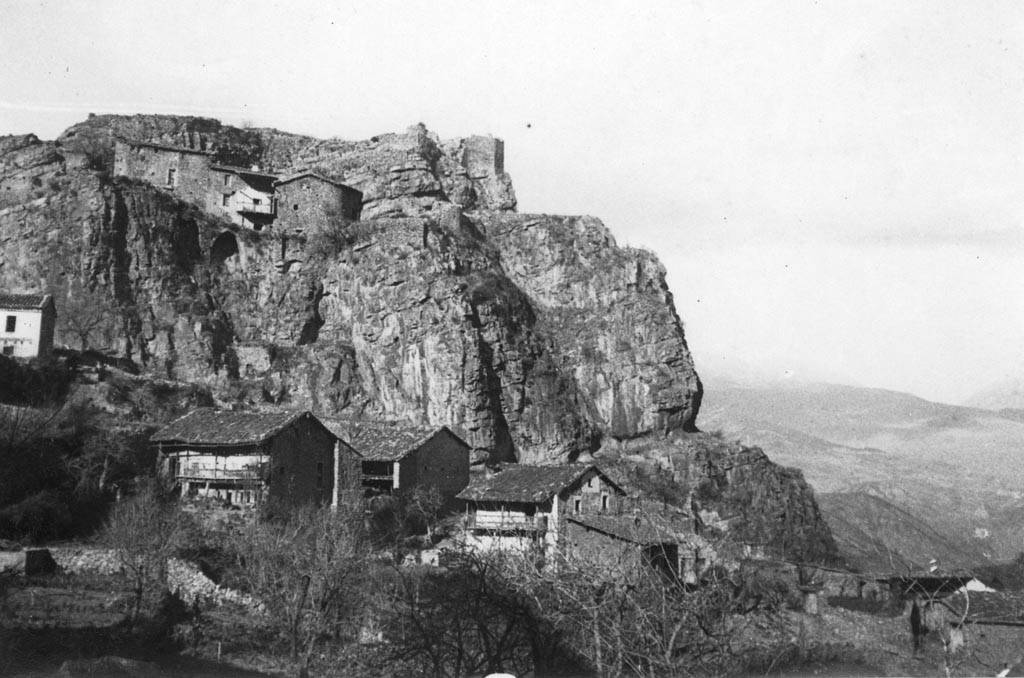
El Querforadat en una imatge d'entre 1890 i 1923

Un quer (mot d'origen preromà) és una penya. Sobre la gran roca que presideix el poble hi havia el castell. Segons la llegenda, un forat comunicava el castell amb el riu i permetia esquivar els setges. Els habitants ensenyaven cada dia truites fresques per desanimar els assetjadors. De totes maneres, la dita popular assegura que "al Quer, el forat tothom se'l té". Es creu que aquest passadís fou utilitzat com a via d'escapament en temps de setge, i també per amagar famílies càtares davant les inspeccions dels vigolers de la Inquisició.
Les vermelloses teules àrabs de les cases del poble contrasten amb la intensa verdor de la flora que l'envolta i el blau metal·litzat de la pissarra. Al centre del reduït nucli urbà s'alça tímidament l'església parroquial, dedicada a Sant Genís, a la façana de la qual, sobre el modest portal d'accés, veiem privada la creu de les Vuit Beatituds, la més sagrada dels templers, única referència que hom té de l'orde en aquest lloc, perquè, amb tota seguretat, els documents que ho confirmarien van ser cremats o destruïts durant els segles moderns per esborrar les petjades de la història.
És molt possible que els cavallers templers en aquest lloc protegissin els col·lectius càtars que transitaren per aquests apartats barrancs i valls per posar fora de perill les seves vides. Els cims del Cadí, entre les quals la Torreta de Cadí i el poderós Pedraforca (de 2.561 i 2.497 metres, respectivament), es contemplen des del Querforadat, i s'albiren a la llunyania els perillosos passos de muntanya que els Bons Homes van haver de salvar en el seu agònic èxode.